# پالپ (آب‌میوه)
پالپ برندی از شرکت نکتار است که توسط Ajegroup در سال 2004 وارد بازار پرو شد.پالپ در بطری‌های شیشه‌ای ۳۰۰ میلی‌لیتری و کارتن‌های ۱۵۰ میلی‌لیتری و یک لیتری در طعم‌های durazno (هلو)، انبه، و piña (آناناس) فروخته می‌شود. 

## همچنین ببینید
- آب میوه
- وزیکول‌های آب‌میوه